# Медведица бурая
Медведица бурая, или толстянка бурая (лат. Phragmatobia fuliginosa) — бабочка из семейства эребид. Другое название: медведица подвижная, медведица красно-коричневая.

## Описание
Длина переднего крыла — 12—18 мм. Размах крыльев — 30—35 мм. Передние крылья варьируют по окраске от насыщенного каштанового до тусклого серовато-коричневого, с двумя чёрными дискальными точками. Задние крылья розово-красные, так же с двумя чёрными дискальными точками и пятнами у внешнего края. У экземпляров с сероватыми передними крыльями, живущих чаще на севере, у основания заднего крыла располагается маленькое розовое пятно. Брюшко тоже красное, тоже с чёрными пятнами.

## Подвиды
- Phragmatobia fuliginosa borealis (Staudinger, 1871) (северные регионы Евразии)
- Phragmatobia fuliginosa melitensis Bang-Haas, 1927 (Мальта)
- Phragmatobia fuliginosa paghmani Lének, 1966 (Закавказье: Азербайджан; Иран, Северный Ирак, Афганистан, Центральная Азия: Южный Казахстан; Китай: западный Синьцзян)
- Phragmatobia fuliginosa pulverulenta (Alpheraky, 1889) (Китай: восточный Синьцзян, Цинхай, Внутренняя Монголия; юг Монголии)
- Phragmatobia fuliginosa rubricosa (Harris, 1841) (Северная Америка)
- Phragmatobia fuliginosa taurica (Ближний Восток: от юга Турции до Палестины)

## Распространение
Распространена по всей Европе, на Кавказе, в Средней Азии, Сибири, на северо-восток до Камчатки. Вид обычен, встречается повсеместно на живых изгородях, пустырях и других местах, поросших травой.

## Время лёта
Лёт бабочек с апреля по июнь и с августа по сентябрь (имеют две генерации). Иногда встречается только одна генерация, которая летает в июне. Бабочки активны ночью, часто прилетают на свет.

## Размножение

### Гусеница
Питается на злаках, щавеле, незабудке, подмареннике, одуванчике, салате и других травах. Зимуют взрослые гусеницы.

### Куколка
Окукливание идет сразу после пробуждения гусениц от зимней спячки, на столбах и прочих трещинах стволов и заборов. Куколка в мягком коричневом вертикальном коконе. Превращение продолжается около 10-14 дней.